# Lista över Leeds United FC:s personal
Artikeln är en sammanställning över den styrelse och personal som är, eller har varit, anlitade av klubben Leeds United AFC i olika befattningar sedan den grundades 1919. Den ger en bild över vilka funktioner som ingår och hur mycket personal som är direkt knutna till fotbollsverksamheten i en proffsfotbollsklubb, med början från ordföranden och styrelsemedlemmar, via manager och tränare till sjukvårdspersonal och planskötare. 

## Officiella representanter
George Lascelles, The Right Honourable The Earl of Harewood KBE LLD valdes till klubbens förste President 1961 och har innehaft posten fram till sin bortgång i juli 2011. John Bromley och Stanley Blenkinsop utsågs till Vice Presidenter samma år, 1961.

### Ordförande
Följande personer har innehaft positionen som klubbens ordförande.
| Från | Till      | Namn                    | Noteringar      |
| 1919 | 1919      | Joe Henry               |                 |
| 1919 | 1924      | J. Hilton Crowther      |                 |
| 1924 | 1931      | Sir Albert Braithwaite  |                 |
| 1931 | 1933      | Eric Clarke             |                 |
| 1933 | 1937      | Alf Masser              |                 |
| 1937 | 1948      | Ernest Pullan           |                 |
| 1948 | 1961      | Sam Bolton              |                 |
| 1961 | 1967      | Harry Reynolds          |                 |
| 1967 | 1968      | Albert Morris           |                 |
| 1968 | 1972      | Percy Woodward          |                 |
| 1972 | 1983      | Manny Cussins           |                 |
| 1983 | 1996      | Leslie Silver           |                 |
| 1996 | 1997      | Bill Fotherby           |                 |
| 1997 | 2003      | Peter Ridsdale          |                 |
| 2003 | 2003      | Professor John McKenzie |                 |
| 2003 | 2004      | Trevor Birch            | Tillförordnande |
| 2004 | 2005      | Gerald Krasner          |                 |
| 2005 | 2013      | Ken Bates               |                 |
| 2013 | Nuvarande | Salah Nooruddin         | [ 4 ]           |

## Styrelse

### Klubbdirektörer
Följande personer är eller har varit direktör i klubben.
| Från     | Till      | Namn                    | Position                                                                               | Noteringar |
| 1919     | 1919      | Joe Henry Jnr.          | Ordförande (1919)>                                                                     | |
| 1919     | 1957      | J. Hilton Crowther      | Ordförande (1919-24)                                                                   | |
| 1919     | 1950      | Alf E. Masser           | Ordförande (1933-37)                                                                   | |
| 1919     | Okänd     | Mark Barker             |                                                                                        | |
| 1925     | 1933      | Eric Clarke             | Vice Ordförande (Okänd-1931), Ordförande (1931-33)                                     | |
| Okänd    | c:a 1950  | Ernest Pullan           |                                                                                        | |
| c:a 1940 | Okänd     | J.I. Stonehouse         | Vice Ordförande (datum Okänd)                                                          | |
| 1946     | 1976      | Percy Woodward          | Vice Ordförande (1961-68), Ordförande (1968-72)                                        | |
| 1946     | 1968      | Harold Marjason         |                                                                                        | |
| 1947     | 1965      | Robert Wilkinson        |                                                                                        | |
| 1945     | 1976      | Sam Bolton              | Ordförande (1948-61)                                                                   | |
| 1949     | 1960      | John Bromley            |                                                                                        | |
| c:a 1950 | 1960      | Stanley Blenkinsop      |                                                                                        | |
| 1955     | 1967      | Harry Reynolds          | Ordförande (1961-67                                                                    | |
| 1958     | 1960      | Jim Baker               |                                                                                        | |
| 1958     | 1960      | F.G. Moorehouse         |                                                                                        | |
| 1958     | 1960      | Dr. N.F. Winder         |                                                                                        | |
| 1958     | 1960      | Robert R. Roberts       |                                                                                        | 1:a perioden                                                                                                  |
| 1961     | 1968      | Albert Morris           | Ordförande (1967-68)                                                                   | |
| 1961     | 1982      | Sidney Simon            |                                                                                        | |
| 1961     | 1987      | Manny Cussins           | Ordförande (1972-83)                                                                   | |
| 1973     | 1980      | Robert R. Roberts       |                                                                                        | 2:a perioden                                                                                                  |
| 1976     | 1980      | R. Brian Roberts        |                                                                                        | |
| 1976     | 2000      | Rayner Barker           | Vice Ordförande (1979-1981                                                             | |
| 1976     | 1998      | Jack Marjason           | Tillförordnad Ordförande (ca1988-98), Finans Direktör (datum okänd )                   | |
| 1976     | 1985      | Brian Woodward          |                                                                                        | |
| 1981     | 2001      | Leslie Silver           | Vice Ordförande (1981-83) Ordförande (1983-96)                                         | |
| 1983     | 1997      | Peter Gilman            | Vice Ordförande (1983-96)                                                              | |
| 1981     | 1994      | Maxwell Holmes          |                                                                                        | |
| 1981     | 1997      | Bill Fotherby           | Kommersiell Direktör (1987-88), Verkställande Direktör (1988-96), Ordförande (1996-97) | |
| 1985     | 1995      | Malcolm J. Bedford      |                                                                                        | |
| 1985     | 1995      | Ronald D. Feldman       |                                                                                        | |
| 1985     | 2002      | Alec Hudson             |                                                                                        | |
| 1985     | 1995      | Eric Carlile            | Supporterklubbens representant                                                         | |
| 1986     | 2003      | Peter Ridsdale          | Ordförande (1997-2003)                                                                 | Icke-verkställande direktör efter att han avgått som ordförande                                               |
| 1991     | 1996      | Kenneth Woolmer         |                                                                                        | |
| 1995     | 1998      | Peter McCormick         |                                                                                        | |
| 1997     | 2001      | Adam Pearson            | Kommersiell Direktör                                                                   | |
| 1997     | 1999      | Jeremy Fenn             | Verkställande Direktör                                                                 | |
| 1997     | 2003      | David Spencer           | Operationell Direktör                                                                  | |
| 2000     | 2003      | Stephen Harrison        | Finans Direktör (2000-02) Chief Operating Officer (2002-03)                            | |
| 2001     | 2003      | David Walker            | Kommunikations Direktör                                                                | |
| 2002     | 2004      | Professor John McKenzie | Ordförande (2003)                                                                      | Icke-verkställande Direktör                                                                                   |
| 2003     | 2004      | Trevor Birch            | Tillförordnande Ordförande                                                             | Även Chief Executive Officer                                                                                  |
| 2004     | 2005      | Gerald Krasner          | Ordförande                                                                             | |
| 2004     | 2005      | Melvyn Levi             |                                                                                        | |
| 2004     | 2004      | David Richmond          | Verkställande Direktör                                                                 | |
| 2004     | 2005      | Melvin Helme            | Finans Direktör                                                                        | |
| 2004     | 2005      | Simon Morris            |                                                                                        | |
| 2004     | 2007      | Peter Lorimer           |                                                                                        | |
| 2005     | 2013      | Ken Bates               | Ordförande                                                                             | På grund av frivillig förvaltning (CVA), icke direktör under en kort period i juli 2007                       |
| 2005     | 2007      | Jayne McGuinness        | Vice Ordförande                                                                        | |
| 2005     | 2007      | Yvonne Todd             | Finans Direktör                                                                        | |
| 2005     | 2010      | Mark Taylor             |                                                                                        | På grund av frivillig förvaltning (CVA), icke direktör under en kort period i juli 2007. Även klubbens jurist |
| 2007     | 2013      | Shaun Harvey            |                                                                                        | Även Chief Executive Officer                                                                                  |
| 2010     | 2013      | Peter Lorimer           |                                                                                        | 2:a perioden                                                                                                  |
| 2010     | 2013      | Yvonne Allen            |                                                                                        | 2:a perioden, Tidigare Yvonne Todd                                                                            |
| 2012     | 2013      | David Haigh             |                                                                                        | GFH Capital                                                                                                   |
| 2012     | 2013      | Hisham Alrayes          |                                                                                        | GFH Capital                                                                                                   |
| 2013     | 2013      | Salah Nooruddin         | Vice Ordförande                                                                        | GFH Capital                                                                                                   |
| 2013     | 2014      | Paul Hunt               | Verkställande direktör (tillförordnad)                                                 | |
| 2012     | Nuvarande | Salem Patel             |                                                                                        | GFH Capital                                                                                                   |
| 2014     | Nuvarande | Edoardo Cellino         |                                                                                        | [ 10 ] |
| 2014     | Nuvarande | Ercole Cellino          |                                                                                        | [ 10 ] |
| 2014     | Nuvarande | Daniel Arty             |                                                                                        | [ 10 ] |

### Verkställande direktör/Managing Directors
Verkställande direktör (CEO) eller Managing Directors genom åren.
| Från     | Till      | Namn             | Kommentar                              |  |
| 1983     | 1986      | Terry Nash       |                                        |  |
| 1996     | 1997      | Robin Saunders   |                                        |  |
| 2002     | 2003      | Stephen Harrison |                                        |  |
| 2003     | 2004      | Trevor Birch     |                                        |  |
| 2004     | 2004      | Chris Middleton  |                                        |  |
| 2004     | 2013      | Shaun Harvey     |                                        |  |
| 2013     | 2014      | David Haigh      | Vice Ordförande/Managing Director      |  |
| 2013     | Apr 2014  | Paul Hunt        | Verkställande direktör (tillförordnad) |  |
| Apr 2014 | Nuvarande | Massimo Cellino  | [ 14 ] [ 10 ]                          |  |

#### Moderbolagets Direktörer
Företaget Caspian Group köpte klubben 1996 från dess aktieägare för £16 miljoner. Några månader senare övergick  Caspian Group till ett aktiebolag (PLC). Under den perioden hade klubben två styrelser, en för fotbollsklubben och ytterligare en för moderbolaget. Företagsnamnet PLC ändrades till Leeds United PLC under 2001. Moderbolaget hade fyra ordföranden, Chris Akers (jun 1996 - jul 1998), Peter Ridsdale (jul 1998 - apr 2003), Prof. John McKenzie (mar-dec 2003) och Trevor Birch (dec 2003 - mar 2004)
Aktiebolaget (PLC) gick in i tvångsförvaltning av Ernst and Young 2004, och förvaltarna sålde klubben för  £30 miljoner till Adulant Force Ltd – ett privat konsortium under ledning av Gerald Krasner. Efter ett antal veckor likviderades aktiebolaget (PLC).
Listan nedan innehåller namnet på moderbolagets direktörer först i Caspian Group och därefter Leeds United PLC.
| Från     | Till | Namn                | Position                                 | Klubb Direktör? | Noteringar                  |
| 1996     | 1998 | Chris Akers         | Ordförande, CEO                          | Nej             |                             |
| 1996     | 1999 | Jeremy Fenn         |                                          | Ja              |                             |
| 1996     | 1999 | Richard Thompson    |                                          | Nej             | Icke-verkställande Direktör |
| 1996     | 1997 | Bill Fotherby       |                                          | Ja              |                             |
| 1996     | 2003 | Peter Ridsdale      | Ordförande (1998-2003)                   | Ja              |                             |
| 1996     | 1998 | Robin Welch         |                                          | Nej             | Icke-verkställande Direktör |
| c:a 1996 | 1999 | Natalie Martin      | Finans Direktör                          |                 |                             |
| 1998     | 2003 | Allan Leighton      | Vice Ordförande                          | Nej             |                             |
| 1998     | 2002 | Richard North       |                                          | Nej             | Icke-verkställande Direktör |
| 2000     | 2003 | Stephen Harrison    | Finans Direktör (2000-02), CEO (2002-03) | Ja              |                             |
| 2001     | 2003 | David Spencer       | Direktör för Operations                  | Ja              |                             |
| 2003     | 2003 | Prof. John McKenzie | Ordförande (2003)                        | Ja              | Icke-verkställande Direktör |
| 2003     | 2003 | Neil Holloway       |                                          | Nej             | Icke-verkställande Direktör |
| 2003     | 2004 | Neil Robson         | Finans Direktör                          | Ja              |                             |
| 2003     | 2004 | Trevor Birch        | Ordförande                               | Ja              |                             |

### Administrativ personal
Följande personer är eller har varit involverade i klubbens administration.
| Från     | Till      | Namn               | Position                                                                             | Assisterande           |
| 1920     | 1927      | Arthur Fairclough  | Sekreterare                                                                          |                        |
| 1935     | 1958      | C. Arthur Crowther | Sekreterare                                                                          | Harry Lunn             |
| 1958     | 1967      | Cyril Williamson   | Sekreterare & General manager                                                        | Keith Archer (1966-68) |
| 1967     |           | P.L. Crowther      | General manager                                                                      | Keith Archer           |
| 1966     | 1982      | Keith Archer       | Assisterande sekreterare (1966-68), General Manager (1968-77), Sekreterare (1969-82) | David Dowse (1974-82)  |
| 1968     | 1969      | Cyril Williamson   | Sekreterare                                                                          |                        |
| 1977     | 1983      | Mike Lockwood      | General manager                                                                      |                        |
| 1974     | 1990      | David Dowse        | Assisterande Sekreterare (1974-82), Sekreterare (1982-90)                            | Mike Dooley            |
| c:a 1983 | c:a 1997  | Alan Roberts       | General manager                                                                      |                        |
| 1990     | 1998      | Nigel Pleasants    | Sekreterare                                                                          |                        |
| 1998     | 2005      | Ian Silvester      | Sekreterare                                                                          |                        |
| 1999     |           | Ali O'Dowd         | Tillförordnande sekreterare                                                          |                        |
| c:a 2005 | nuvarande | Alison Royston     | Huvudansvarig för fotbollsadministrationen                                           |                        |

## Klubbambassadörer
Klubben utsåg följande före detta spelare till ambassadörer för klubben. Som ambassadör representerar de klubben i offentliga och kommersiella funktioner samt supporter forum och liknande.
| Från | Till      | Namn           |
| 2013 | nuvarande | Peter Lorimer  |
| 2013 | nuvarande | Dominic Matteo |
| 2013 | nuvarande | Eddie Gray     |

## Tränare och instruktörer

### Assisterande Manager
Följande personer är eller har varit assisterande managers i klubben.
| Från | Till      | Namn             | Appointed by    | Position (If different to Assisterande Tränare) | Noteringar                           |
| 1920 | 1923      | Dick Ray         | Fairclough      |                                                 | Degraderad från Manager 1920         |
| 1923 | 1927      | Bill Norman      | Fairclough      |                                                 |                                      |
| 1961 | c:a 1982  | Maurice Lindley  | Revie           | Chef för spelar personalen (Från 1980)          |                                      |
| 1979 | 1980      | David Merrington | Adamson         | Tillförordnad Manager                           |                                      |
| 1980 | 1982      | Martin Wilkinson | Clarke          | Tillförordnad Manager                           |                                      |
| 1982 | 1985      | Jimmy Lumsden    | Gray            |                                                 |                                      |
| 1985 | 1988      | Dave Bentley     | Bremner         |                                                 |                                      |
| 1988 | 1996      | Mick Hennigan    | Wilkinson       |                                                 |                                      |
| 1996 | 1998      | David O'Leary    | Graham          |                                                 | Uppgraderad till Manager1998         |
| 1998 | 2003      | Eddie Gray       | O'Leary         |                                                 | Tillfälligt ansvarig Manager 2003-04 |
| 2003 | 2004      | Kevin Blackwell  | Reid            |                                                 | Uppgraderad till Manager 2004        |
| 2004 | 2006      | Sam Ellis        | Blackwell       |                                                 |                                      |
| 2006 |           | John Carver      | Blackwell       |                                                 | Tillfälligt ansvarig Manager2006     |
| 2006 | 2007      | Gus Poyet        | Wise            |                                                 |                                      |
| 2007 |           | Alan Thompson    | Wise            |                                                 | Tillförordnande                      |
| 2007 | 2008      | Dave Bassett     | Wise            |                                                 |                                      |
| 2008 |           | Steve Staunton   | Gary McAllister |                                                 |                                      |
| 2012 | 2012      | Andy O'Brien     | Redfearn        |                                                 | Tillförordnad                        |
| 2012 | 2012      | Mervyn Day       | Redfearn        |                                                 | Tillförordnad                        |
| 2012 | 2013      | Mick Jones       | Warnock         |                                                 |                                      |
| 2013 | nuvarande | Nigel Gibbs      | McDermott       |                                                 |                                      |

### Tränare
| Från     | Till      | Namn            | Position             | Tjänstgjorde under Manager                         | Noteringar                                                         |
| 1920     | 1925      | Dick Murrell    | Tränare              | Fairclough, Ray                                    | Tränare for Leeds City FC från 1911-19                             |
| 1920     | 1945      | Albert Stead    | Assisterande Tränare | Fairclough, Ray, Hampson, Edwards, Buckley, Carter |                                                                    |
| 1923     | Okänd     | Allan Ure       | Assisterande Tränare | Fairclough                                         |                                                                    |
| 1925     | c:a 1937  | Arthur Campey   | Tränare              | Fairclough, Ray, Hampson                           |                                                                    |
| 1935     | 1957      | Bob Roxburgh    | Tränare              | Hampson, Edwards, Buckley, Carter                  | Degraderad till Huvudansvarig Sjukgymnast 1957                     |
| 1939     | 1946      | Gordon Hodgson  | Assisterande Tränare | Hampson                                            |                                                                    |
| 1947     | 1949      | Sam Weaver      | Assisterande Tränare | Edwards, Buckley                                   |                                                                    |
| 1939     | 1946      | Willis Edwards  | Assisterande Tränare | Hampson                                            |                                                                    |
| 1948     | 1958      | Willis Edwards  | Assisterande Tränare | Buckley                                            | Degraderad från Manager 1948                                       |
| 1949     | 1950      | E.C. Taylor     | Assisterande Tränare | Buckley                                            |                                                                    |
| 1956     | 1960      | Ivor Powell     | Assisterande Tränare | Carter                                             |                                                                    |
| 1957     | 1958      | Bill Lambton    | Tränare              | Carter                                             | Uppgraderad till Manager 1958                                      |
| c:a 1958 | 1960      | Maurice Lindley | Huvudtränare         | Taylor                                             |                                                                    |
| 1960     | 1976      | Syd Owen        | Huvudtränare         | Taylor, Revie                                      |                                                                    |
| 1961     | 1974      | Les Cocker      | Tränare              | Taylor, Revie                                      |                                                                    |
| 1974     | 1974      | Jimmy Gordon    | Tränare              | Clough                                             |                                                                    |
| 1976     | 1978      | Jim McInearney  | Tränare              | Armfield                                           |                                                                    |
| 1978     | 1979      | Brian Green     | Tränare              | Adamson                                            |                                                                    |
| 1979     | 1980      | Syd Farrimond   | Tränare              | Adamson                                            |                                                                    |
| 1980     | 1984      | Barry Murphy    | Tränare förstalaget  | Allan Clarke                                       |                                                                    |
| 1988     | 1988      | Norman Hunter   | Tränare förstalaget  | Bremner                                            |                                                                    |
| 2001     | 2003      | Brian Kidd      | Huvudtränare         | O'Leary, Venables                                  | Uppgraderad från Akademi Direktör                                  |
| 2004     | 2005      | Aidy Boothroyd  | Förstalagets tränare | Blackwell                                          |                                                                    |
| 2005     | 2006      | John Carver     | Huvudtränare         | Blackwell                                          | Uppgraderad till Assisterande Tränare 2006                         |
| 2006     | 2008      | Joe Allon       | Tränare              | Wise                                               |                                                                    |
| 2007     | 2008      | John Gannon     | Förstalagstränare    | Wise                                               |                                                                    |
| 2008     | 2008      | Neil McDonald   | Förstalagstränare    | McAllister                                         |                                                                    |
| 2008     | 2012      | Ian Miller      | Förstalagstränare    | Grayson                                            | Delat ansvar för förstalagets träning tillsammans med Glynn Snodin |
| 2009     | 2012      | Glynn Snodin    | Förstalagstränare    | Grayson                                            | Delat ansvar för förstalagets träning tillsammans med Ian Miller   |
| 2012     | 2013      | Ronnie Jepson   | Förstalagstränare    | Warnock                                            |                                                                    |
| 2013     | nuvarande | Neil Redfearn   | Förstalagstränare    | McDermott                                          |                                                                    |

### Målvaktstränare
| Från  | Till      | Namn          | Noteringar    |
| Okänd | 1998      | John Burridge |               |
| 1998  | 2004      | Steve Sutton  |               |
| 2004  | 2006      | Martin Hodge  |               |
| 2006  | 2012      | Andy Beasley  |               |
| 2001  | Nuvarande | Rudi Coleano  |               |
| 2012  | 2012      | Andy Leaning  | Tillförordnad |
| 2013  | nuvarande | Neil Sullivan |               |

### Reservlagstränare
| Från | Till      | Namn           | Noteringar                                              |
| 1948 | 1960      | Willis Edwards | Degraderad från manager 1948. Även assisterande tränare |
| 1967 | 1975      | Cyril Patridge |                                                         |
| 1978 | 1980      | Bryan Edwards  |                                                         |
| 1980 | 1991      | Peter Gunby    |                                                         |
| 1995 | 1997      | David Williams |                                                         |
| 1997 | 1998      | Eddie Gray     | Uppgraderad till assisterande tränare 1998              |
| 2000 | 2003      | Roy Aitken     |                                                         |
| 2003 | 2005      | Steve Agnew    |                                                         |
| 2006 | 2006      | David Geddis   |                                                         |
| 2006 | 2010      | Neil Thompson  | Även Akademi Direktör                                   |
| 2010 | nuvarande | Neil Redfearn  | Även U-18 och U-16 manager                              |

### Akademi personal
| Från     | Till      | Namn              | Position                                                                     | Noteringar |
| 1976     | 1977      | Bobby Collins     | Ungdomslagstränare                                                           | |
| 1982     | 1986      | Keith Mincher     | Ungdomslagstränare                                                           | |
| 1982     | 1984      | Jack Roberts      | Ungdomslagstränare                                                           | |
| 1985     | 1985      | Peter Cooper      | Ungdomslagstränare                                                           | |
| 1987     | 1989      | Alan McIvor       | Ungdomslagstränare                                                           | |
| 1988     | 1992      | Dick Bate         | Ungdomsutvecklingsansvarig                                                   | |
| 1991     | 1995      | Eddie Beaglehole  | Ungdomsutvecklingsansvarig (1992-95)                                         | |
| 1992     | 1997      | Paul Hart         | Akademi Direktör                                                             | |
| c:a 1992 | c:a 1999  | Andy Sasimowicz   | Ungdomslagstränare                                                           | |
| 1994     | 1998      | Robin Wray        | Ungdomslagstränare                                                           | |
| c:a 1994 | nuvarande | Arthur Graham     | Tränare för U- 10 laget (Okänd-2009) Tränare för U- 8 laget (2009-nuvarande) | |
| 1995     | 1997      | Eddie Gray        | Ungdomslagstränare                                                           | Uppgraderad till Reservlags Manager 1997 |
| 1995     | 1997      | John Bilton       | Huvudansvarig för Ungdomsutvecklingen                                        | |
| 1995     | 1995      | Andy Beaglehole   | Ungdomslags Manager                                                          | |
| 1996     | 2009      | Gary Chapman      | Tränare för U- 13 laget                                                      | |
| 1997     | 1999      | John Dungworth    | Ansvarig för Ungdomsutvecklingen                                             | |
| c:a 1997 | 2003      | Daral Pugh        | ”Centre of Excellence” Direktör                                              | |
| 1997     | 1998      | Gordon Staniforth | Ungdomslagstränare                                                           | |
| 1998     | 2000      | Alan Hill         | Akademi Direktör                                                             | |
| 1999     | 2000      | Steve Beaglehole  | Assisterande Akademi Direktör                                                | |
| 2000     | 2001      | Brian Kidd        | Akademi Direktör                                                             | Uppgraderad till Förstalagstränare 2001 |
| 2000     | 2004      | Pop Robson        | U-17 tränare (2000-01), Tränare U-19 laget (2001-04)                         | |
| 2000     | Okänd     | Clive Richards    | Assisterande Akademi Direktör                                                | |
| c:a 2000 | 2009      | Dave Harrison     | Ungdomslagstränare                                                           | Även rekryteringsansvarig |
| 2001     | 2003      | Rudi Coleano      | Akademi Målvaktstränare                                                      | |
| 2001     | 2005      | Gary Worthington  | Assisterande Akademi Direktör                                                | |
| 2002     | 2004      | Andy Ritchie      | Akademi Manager                                                              | |
| Okänd    | 2003      | John Buckley      | Ungdomslagstränare                                                           | |
| Okänd    | 2003      | John Francis      | Ungdomslagstränare                                                           | |
| Okänd    | 2003      | Lee Sinnott       | Ungdomslagstränare                                                           | |
| 2004     | 2010      | Neil Thompson     | Akademi Manager                                                              | Även Reservlagsmanager från 2006 |
| c:a 2004 | nuvarande | Lucy Ward         | Utbildningansvarig                                                           | The Times |
| c:a 2005 | c:a 2008  | Jack Robinson     | Akademins Huvudtränare målvakter                                             | |
| 2006     | 2007      | Steve Agnew       | Tränare U- 18 laget                                                          | |
| c:a 2006 | nuvarande | Terry Potter      | Utvecklings och rekryteringsansvarig                                         | Även Akademi Scout |
| 2007     | 2007      | Paul Beesley      | Tränare U- 18 laget                                                          | |
| 2007     | 2010      | Daral Pugh        | Tränare U-18 laget (2007-09), Assisterande Akademi Direktör (2009-nuvarande) | |
| c:a 2007 | nuvarande | Rudi Coleano      | Akademi Huvudansvarig för målvaktsträningen                                  | |
| Okänd    | nuvarande | Alan Parkes       | Tränare U- 12 laget (Okänd-2009) Tränare U- 9 laget (2009-nuvarande)         | |
| Okänd    | nuvarande | Mike Morton       | Tränare U- 10 laget                                                          | |
| Okänd    | nuvarande | Dennis Oates      | Tränare U- 14 laget                                                          | |
| Okänd    | nuvarande | Phil Wilson       | Tränare U- 16 laget                                                          | |
| Okänd    | nuvarande | Steve Holmes      | Huvudansvarig för rekrytering och utveckling                                 | |
| c:a 2008 | nuvarande | Chris Coates      | Tränare U- 12 laget                                                          | |
| c:a 2006 | nuvarande | Lee Kelsey        | Målvaktstränare                                                              | |
| 2009     | nuvarande | Neil Redfearn     | Tränare U-16 och U- 18 lagen                                                 | |
| 2010     | 2011      | Gwyn Williams     | Akademi Manager                                                              | Tillförordnande |
| 2010     | nuvarande | Bobby Davison     | Ungdomslagstränare                                                           | |
| 2011     | apr 2012  | Chris Sulley      | Akademi Manager                                                              | ”LUFCnews” (på engelska). www.leedsunited.com. 9 april 2012. Arkiverad från originalet den 13 april 2012. https://web.archive.org/web/20120413003853/http://www.leedsunited.com/news/20120409/academy-manager-moves-on_2247585_2727516. Läst 20 april 2012. |
| 2012     | nuvarande | Richard Naylor    | U18 tränare                                                                  | |
| 2013     | nuvarande | Leigh Bromby      | U16 tränare                                                                  | |

## Diverse

### Sjukgymnast
| Från | Till      | Namn             | Position                                                                       | Noteringar   |
| 1957 | Okänd     | Bob Roxburgh     | Sjukgymnast                                                                    |              |
| 1957 | 1982      | Bob English      | Huvudansvarig Sjukgymnast                                                      |              |
| 1976 | 1986      | Geoff Ladley     | Assisterande Sjukgymnast (1976-82), Huvudansvarig Sjukgymnast (1982-86)        | 1:a perioden |
| 1986 | 2007      | Alan Sutton      | Huvudansvarig Sjukgymnast (1986-93), Assisterande Sjukgymnast (1993-2007)      | 1:a perioden |
| 1993 | 1997      | Geoff Ladley     | Huvudansvarig Sjukgymnast                                                      | 2:a perioden |
| 1997 | 2000      | Dave Swift       | Huvudansvarig Sjukgymnast                                                      |              |
| 1998 | 2005      | Bruce Craven     | Sports Therapist                                                               |              |
| 2000 | 2002      | Tim Williamson   | Assisterande Sjukgymnast                                                       |              |
| 2000 | 2003      | Mark Nile        | Assisterande Sjukgymnast                                                       |              |
| 2000 | 2006      | Dave Hancock     | Huvudansvarig Sjukgymnast                                                      |              |
| 2004 | nuvarande | Harvey Sharman   | Assisterande Sjukgymnast (2004-06), Huvudansvarig Sjukgymnast (2006-nuvarande) |              |
| 2007 | nuvarande | Paul Perkins     | Assisterande Sjukgymnast                                                       |              |
| 2007 | 2008      | Donna Gormley    | Assisterande Sjukgymnast                                                       |              |
| 2008 | nuvarande | Alan Sutton      | Akademi Huvudansvarig Sjukgymnast                                              | 2:a perioden |
| 2008 | nuvarande | David Schrivener | Akademi Assisterande Sjukgymnast                                               |              |
| 2008 | nuvarande | Alan Scorfield   | Akademi Assisterande Sjukgymnast                                               |              |

### Scouting
Följande personer är eller har varit inblandade i klubbens talangscouting, det vill säga arbetet att studera och rekommendera vilka unga eller etablerade spelare som skall rekryteras till klubben.
| Från     | Till      | Namn           | Position                      | 'Noteringar  |
| 1947     |           | Billy Hampson  | Huvudtalangscout              |              |
| 1961     | 1997      | John Barr      | Talangscout                   |              |
| 1961     | 1978      | Tony Collins   | Huvudtalangscout              | 1:a perioden |
| 1978     | 1980      | Dave Blakey    | Huvudtalangscout              | 1:a perioden |
| 1980     | 1982      | Tony Collins   | Huvudtalangscout              | 2:a perioden |
| 1982     |           | Syd Owen       | Huvudtalangscout              |              |
| 1982     | 1985      | Tony Fawthrop  | Huvudtalangscout              |              |
| 1985     | 1988      | Dave Blakey    | Huvudtalangscout              | 2:a perioden |
| Okänd    | 1993      | Ian McFarlane  | Huvudtalangscout              |              |
| 1993     | 1996      | Geoff Sleight  | Huvudtalangscout              |              |
| 1993     | 1998      | Ian Broomfield | Talangscout                   | 1:a perioden |
| 1996     | 1999      | Ian McNeill    | Huvudtalangscout              | 1:a perioden |
| 1999     | 2003      | Ian Broomfield | Huvudtalangscout              | 2:a perioden |
| 2003     | 2004      | Adrian Heath   | Huvudtalangscout              |              |
| c:a 2000 | 2009      | Dave Harrison  | Huvudansvarig för rekrytering |              |
| 2005     | 2006      | Ian McNeill    | Huvudtalangscout              | 2:a perioden |
| 2006     | 2010      | Mick Walker    | Match bedömare                |              |
| c:a 2006 | nuvarande | Terry Potter   | Akademi Scout                 |              |
| 2006     | nuvarande | Gwyn Williams  | Teknisk Direktör              |              |
| 2010     | nuvarande | Mervyn Day     | Huvudtalangscout              |              |

### Övriga
| Från     | Till      | Namn                | Position                                 |
| c:a 1960 | Okänd     | Cecil Burrows       | plan och anläggningsskötare              |
| c:a 1972 | c:a 1998  | John Reynolds       | Huvudansvarig för plan och anläggning    |
| c:a 1990 | 2007      | Sean Hardy          | Materialförvaltare                       |
| c:a 1997 | c:a 2000  | Eddie Baranowksi    | Fystränare                               |
| 1998     | nuvarande | Norman Southernwood | Huvudansvarig för plan och anläggning    |
| Okänd    | c:a 2001  | Jez Milner          | Assisterande plan och anläggningsskötare |
| 2001     | 2003      | Dr. Steve McGregor  | Manager för sportsvetenskap              |
| 2003     | 2006      | Dean Riddle         | Fystränare                               |
| c:a 2005 | Okänd     | Craig Knight        | Assisterande för sportsvetenskap         |
| 2005     | 2010      | Darren Mowbray      | Prestationsanalytiker                    |
| 2006     | 2007      | Carl Serrant        | Assisterande Fystränare                  |
| 2007     | nuvarande | Matt Pears          | Fystränare                               |
| 2007     | nuvarande | Chris Beesley       | Materialförvaltare                       |
| 2010     | nuvarande | Alex Davies         | Prestationsanalytiker                    |